# توفیق طیاره
توفیق طیاره (عربی: توفيق طيارة؛ زادهٔ ۱ ژانویهٔ ۱۹۸۴) یک ورزشکار اهل سوریه است.
از باشگاه‌هایی که در آن بازی کرده‌است می‌توان به باشگاه فوتبال الکرامه سوریه اشاره کرد.